# ستيفن بوث (كاتب)
ستيفن بوث (بالإنجليزية: Stephen Booth) (و. 1952  م) هو كاتب، وصحفي بريطاني، ولد في بيرنلي.

## التعليم
تعلم في جامعة مدينة برمينغهام، وتعلم في Arnold School ‏
.

## جوائز
حصل على جوائز منها:

جائزة الخنجر في المكتبة ‏ (2003)